# کتلت
کُتلت (به فرانسوی: côtelette)، شامی یا کباب فرنگی یکی از غذاهای پُرسی است. این غذای پرطرفدار از گوشت، سیب‌زمینی و پیاز تهیه می‌شود، طعم کمی چرب و گوشتی دارد و معمولاً بدون برنج و با نان و به‌صورت داغ سِرو می‌شود. کُتلت را می‌توان به‌عنوان غذای آماده، غذای سفر یا ساندویچ سرد نیز مصرف کرد. انواع کتلت با گوشت چرخ‌شدهٔ گوسفند، گوساله، مرغ، ماهی تهیه می‌شود.

## خاستگاه
یکی از نخستین فرم های مشابه کتلت میتواند کوفته باشد که در ایران قدیمی معروف بوده است. کوفته ها به طور سنتی با گوشت چرخ‌کرده و تخم‌مرغ و نمک و فلفل تهیه می شدند. این غذا در دوران صفویه (سده ۱۶ تا ۱۸ میلادی) محبوبیت زیادی پیدا کرد.
واژه کتلت ریشهٔ فرانسوی دارد و نخستین بار در سال ۱۶۸۲ استفاده شده‌است.مطابق توصیف آشپزی اروپایی کتلت خوراکی است که اصلاً با دندهٔ خوک تهیه می‌شود اما خاستگاه این شیوه پخت که از گوشت چرخکرده استفاده می‌شود مربوط به روسیه سده نوزدهم است جایی که یک مهمانخانه‌دار روس به نام پوژارسکی در شهر تورژوک این شیوه پخت را ابداع کرد و به کتلت پوژارسکی معروف شد. کتلت پوژارسکی حاوی نان به همراه تکه‌های گوشت گوساله یا مرغ است که درون آن مقدار زیادی کره بکار می‌رود.

## طرز پخت
سیب‌زمینی رنده‌شده، گوشت چرخ‌کرده، پیاز رنده‌شده، نمک و ادویه پس از مخلوط شدن، مایهٔ کتلت را به وجود می‌آورند که این مایه پس از یکدست شدن و شکل گرفتن در روغن و درون ماهی‌تابه سرخ می‌شود.

## در فرهنگ مردمی
برخی از مخالفان جمهوری اسلامی ایران، از اصطلاح «کتلت» برای شرح کشته شدن قاسم سلیمانی و اعتراض به نظام جمهوری اسلامی ایران استفاده می‌کنند. نواب ابراهیمی مدرس آشپزی، در ۱۳ دی ۱۴۰۱ بخاطر دستور پخت کتلت در اینستاگرام توسط نهادهای امنیتی جمهوری اسلامی بازداشت، صفحه اینستاگرام او از دسترس خارج و رستوران محل کارش نیز پلمب شد. این اقدام جمهوری اسلامی به دلیل همزمانی آموزش ابراهیمی با سالروز درگذشت قاسم سلیمانی از فرماندهان ارشد سپاه پاسداران بود.
پس از کشته شدن رضی موسوی در سوریه، برخی افراد با استفاده از واژهٔ «کتلت»، مرگ او را دستمایه طنز قرار دادند. محمد شجاع یک پزشک فوق تخصص قلب کودکان اهل بجنورد بود که پس از انتشار تصویر کتلت در اینستاگرام و نوشتن عبارت «در آپارتمان ما بوی کتلت پیچیده» بازداشت شد. برخی از وکلای دادگستری این بازداشت‌ها را مورد انتقاد قرار داده‌اند به این دلیل که مبتنی بر «نیت احتمالی گوینده» هستند.
به گفتهٔ برخی کاربران شبکه‌های اجتماعی، از جمله علی کریمی، کتلت به «خط قرمز» جمهوری اسلامی تبدیل شده‌است.